# Cyclocephala mannheimsi
Cyclocephala mannheimsi är en skalbaggsart som beskrevs av S. Endrödi 1964. Cyclocephala mannheimsi ingår i släktet Cyclocephala och familjen Dynastidae. Inga underarter finns listade i Catalogue of Life.